# Razi Cov Pars
Razi Cov Pars és una vacuna contra la COVID-19 de subunitats proteiques desenvolupada pel Institut Razi d'Investigació de Vacunes i Sèrums.
És la segona vacuna iraniana contra la COVID-19 que arriba als assaigs humans i actualment es troba en la fase III de la investigació clínica durant la qual es compara amb la vacuna de Sinopharm BIBP. Va rebre l'autorització d'ús d'emergència a l'Iran el 31 d'octubre de 2021.

## Autoritzacions
Autorització plena
     Autorització d'emergència
     Permesa per viatges
Emergència (1)
1. Iran[8]